# Phone Shop
PhoneShop is een Britse sitcom, geschreven en geproduceerd door Phil Bowker voor de Britse televisiezender Channel 4.

## Premisse
PhoneShop speelt zich af in een winkel voor mobiele telefoons in Sutton, Londen en volgt de recent afgestudeerde Christopher (Tom Bennett), die er na een proef van een dag aan de slag gaat.